# Monterchi
Monterchi è un comune italiano di 1 721 abitanti della provincia di Arezzo, nell'alta Valtiberina. Il paese è noto in modo particolare per la Madonna del Parto, il celebre affresco di Piero della Francesca dipinto tra il 1455 e il 1465 in onore di sua madre, Romana di Perino da Monterchi, originaria del posto. L'affresco, destinato in origine alla Cappella di Santa Maria di Momentana, è conservato attualmente nel Museo della Madonna del Parto di Piero della Francesca.

## Geografia fisica

### Territorio
- Classificazione sismica: zona 2 (sismicità medio-alta), Ordinanza PCM 3274 del 20/03/2003
- Classificazione climatica: zona E, 2271 GR/G
- Diffusività atmosferica: media, Ibimet CNR 2002

Il territorio comunale ha un'estensione pari a 28,70 km²; inserito nel sistema geografico dell'Appennino centrale, fa amministrativamente parte della Toscana, rispetto alla quale si trova al confine orientale, nella parte nord della Valtiberina (alta valle del fiume Tevere). Monterchi è situato a circa 80 km sud-est di Firenze, a circa 20 km est di Arezzo e a circa 50 km nord-ovest di Perugia. Sansepolcro, il centro più popoloso e capoluogo amministrativo della Valtiberina toscana, si trova a circa 15 km.
Il borgo, di chiara impronta medioevale (come dimostrato dalla Rocca, dalle mura fortificate e dai caratteristici vicoli del centro storico), è arroccato su una collina isolata, denominata in passato Mons Herculis (Monte di Ercole), che domina le campagne circostanti della Valtiberina umbra e toscana.
|  |

Il comune si sviluppa principalmente ai piedi della collina e nelle valli limitrofe (val Cerfone, bagnata dall'omonimo torrente Cerfone, e val Padonchia, segnata dall'omonimo torrente Padonchia), dove le strade statali lo collegano velocemente ad Arezzo, Anghiari, Sansepolcro, Monte Santa Maria Tiberina, Citerna e Città di Castello. Inoltre, la vicinanza alla Strada europea E45 permette un facile accesso alla dorsale europea nord/sud, dalla Norvegia al sud-Italia.
Nel corso della storia numerosi terremoti hanno distrutto parte del borgo. I due terremoti più forti della Provincia di Arezzo sono stati registrati proprio vicino al paese di Monterchi: il più forte di magnitudo 6.00 Richter avvenne il 25 dicembre 1352, l'altro di scala 5.80 Richter avvenne il 26 aprile 1917.

### Clima
Il periodo invernale è piuttosto freddo con frequenti gelate che interessano il fondovalle. Le precipitazioni nevose, presenti ogni anno ma discontinue quanto a frequenza ed intensità, interessano prevalentemente le alture e occasionalmente raggiungono il fondovalle. La primavera e l'autunno sono le stagioni più piovose, l'estate è la più siccitosa. 
Secondo la Stazione meteorologica di Sansepolcro, il mese più freddo è gennaio, con una temperatura media di +4,0 °C, mentre quello più caldo è luglio con una temperatura media di +22,1 °C.

## Etimologia e mito
Il termine Monterchi deriva dal latino Mons Herculis. Secondo la leggenda, il semidio Ercole avrebbe fondato Monterchi dopo aver sconfitto Idra (come immortalato nello stemma del gonfalone comunale).

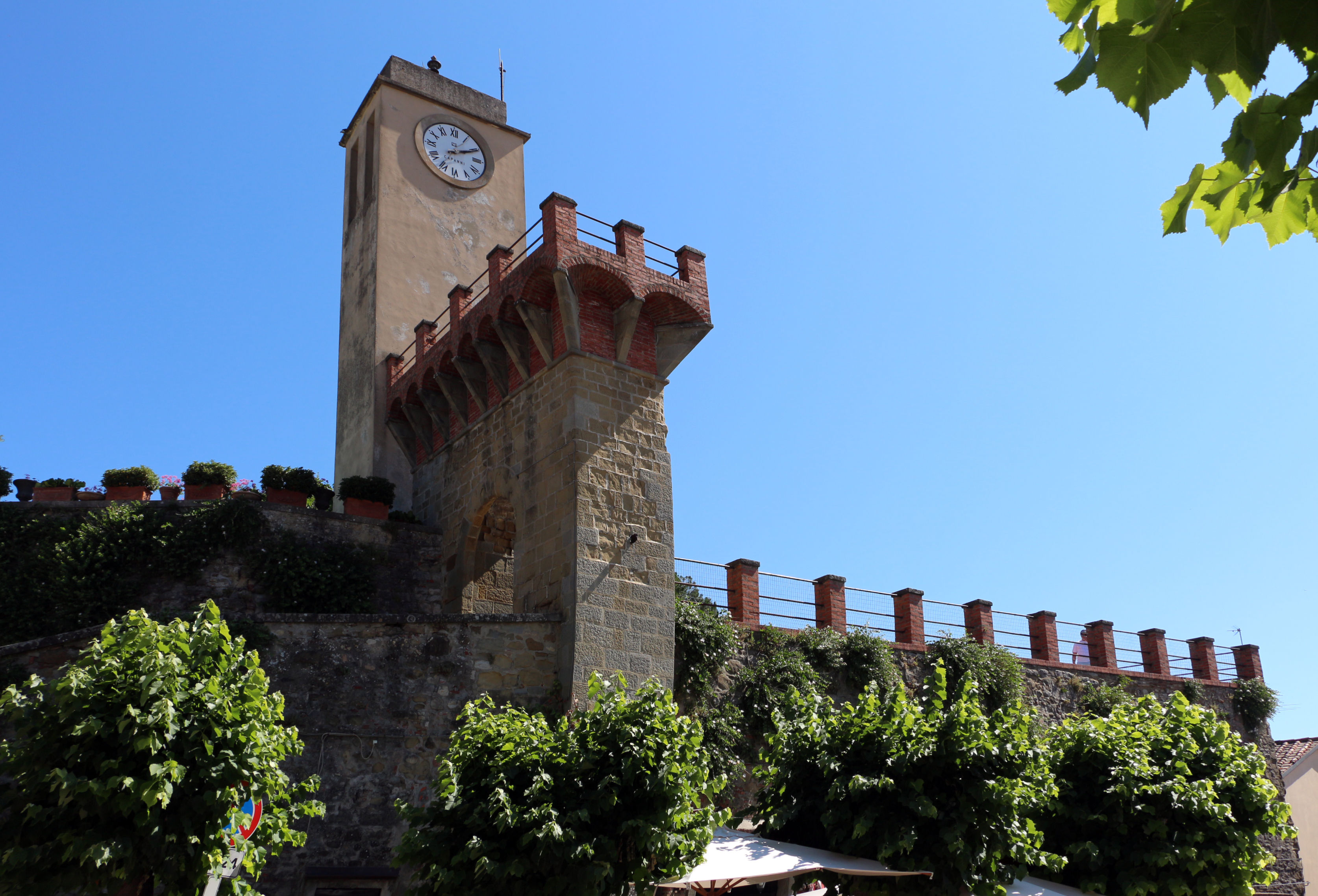
La Rocca, con torre dell'orologio.

Nel periodo arcaico la storia di Monterchi viene fatta risalire alla cultura degli Umbri. Ne è un indizio il fiume Cerfone, che attraversa il comune, il cui nome è probabilmente legato alla divinità umbra Cerfo-Cerfia, nominata nelle Tavole eugubine, e le cui acque erano ritenute miracolose. L'appellativo Mons Herculis fu attribuito al paese in epoca Etrusca per via di un tempio che probabilmente era stato costruito sulla collina (Ercole è il protettore delle sorgenti e delle acque salutari). L'ipotesi di un tempio a pianta circolare (Tholos) potrebbe essere confermata dalla presenza della odierna via Protoli (Pro Tholos, davanti al Tholos), proprio davanti al colle, al di là del fiume.

## Monumenti e luoghi d'interesse

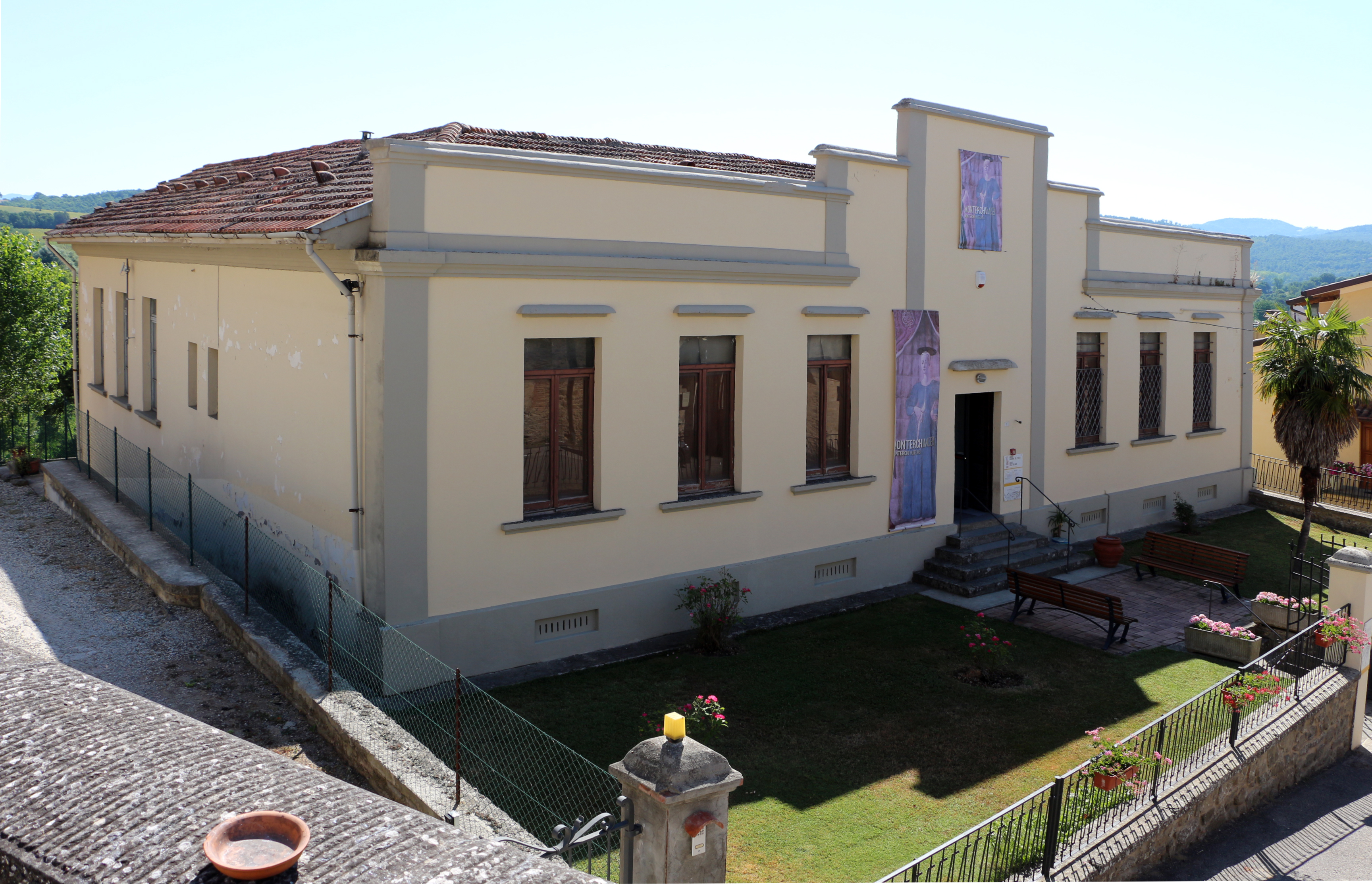
Museo della Madonna del Parto.

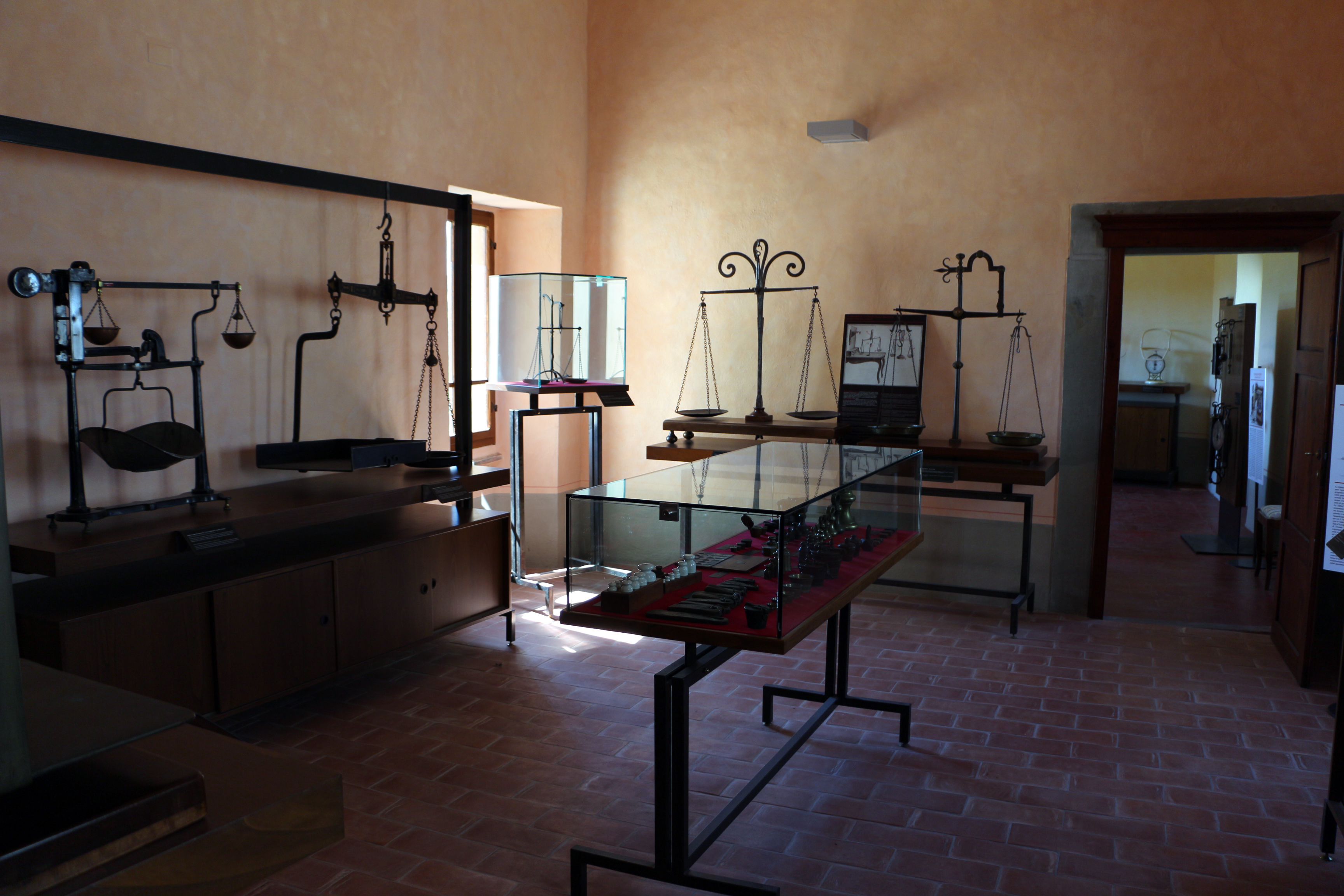
Museo delle Bilance.

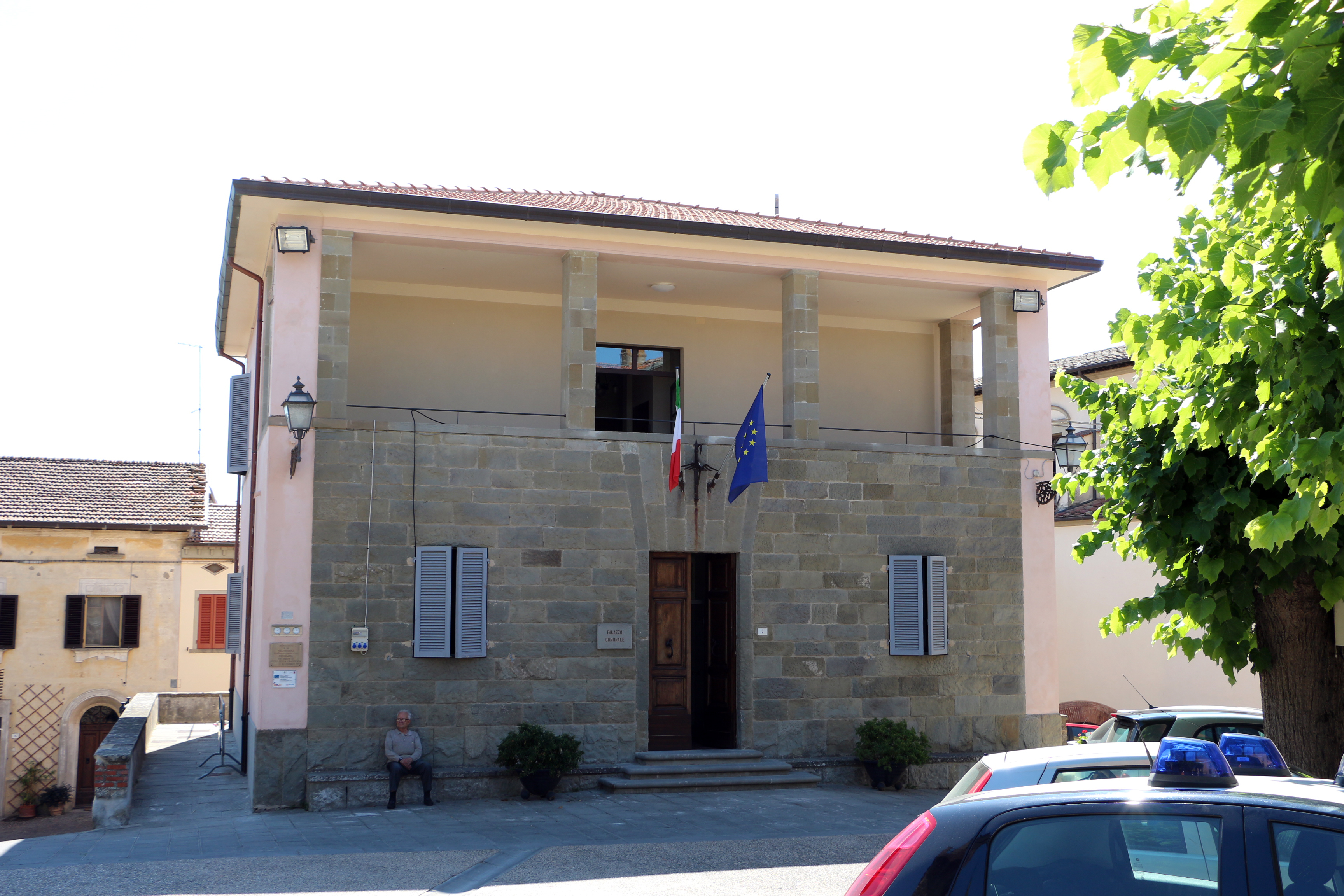
Municipio.

### Architetture religiose
- Cappella di Santa Maria di Momentana
- Chiesa di Sant'Apollinare
- Chiesa di San Simeone
- Chiesa di San Benedetto
- Chiesa di San Michele Arcangelo a Padonchia
- Chiesa di San Michele Arcangelo a Pianezze[9]
- Chiesa della Madonna Bella
- Chiesa di Santa Maria a Scandolaia[10]
- Chiesa di San Lorenzo a Ricciano[11]
- Chiesa di San Luca a Borgacciano[12][13]
- Chiesa dei Santi Pietro e Paolo a Ripoli[14][15]
- Chiesa di Santa Maria della pace a Le Ville[16]

### Musei
- Museo della Madonna del Parto di Piero della Francesca, dove è conservata la Madonna del parto di Piero della Francesca[17]
- Museo delle Bilance[18]

### Teatri
- Teatro Comunale di Monterchi.

### Edifici
- Municipio, realizzato dall'architetto Giovanni Michelucci.
- La Rocca, con terrazza panoramica e torre dell'orologio.
- Castello di Montagutello  Sito a 450 metri sul livello del mare, dominava sulla valle del fiume Cerfone.

### Siti archeologici
- Scavi di Catiglianello[19][20][21]

## Società

### Dialetto
Il dialetto monterchiese si inserisce nel complesso quadro delle parlate dell'alta Val Tiberina, le quali sono grosso modo riconducibili da un lato a quelle aretine (Sansepolcro, Anghiari, ecc.) e dall'altro a quelle tifernati (Città di Castello, Citerna, ecc.). Ebbene, è proprio da entrambi i gruppi dialettali che la parlata monterchiese ha subito i suoi influssi, per cui essa può definirsi come di transizione tra aretino e tifernate (e quindi anche tra il gruppo toscano e quello mediano) , sia sotto il profilo dei vocaboli, sia sotto quello dell'impianto fonetico e della cadenza. 
La caratteristica peculiare del monterchiese risulta essere la pronuncia delle vocali, che ormai solo nelle generazioni più anziane dei parlanti vengono ancora realizzate secondo un sistema definibile come "isocronismo sillabico", ma solo in forma parziale, e non completa come nell'area tifernate: infatti, mentre a Città di Castello si ha l'apertura di tutte le vocali chiuse in sillaba terminante per consonante ("ròt-to", "quès-to", ecc.), nonché quelle toniche finali ("perché", "trè", ecc.) e contemporaneamente la chiusura di tutte le vocali aperte in sillaba terminante con le stesse vocali ("bé-ne", "mó-do", ecc.), a Monterchi è vitale solo il primo fenomeno, ossia solo l'apertura delle vocali chiuse, per cui si ha ad esempio "lègno", "quèllo", "momènto", "perchè", "intòrno", "insòmma", mentre quelle aperte non si chiudono, ad esempio si ha "èra", "bène", "zòna", "òmo", ecc., con alcune eccezioni, quali il dittongo "ie", (ad es. "iéri", "insiéme"), oppure "séi", "léi" e "pói".
Tuttavia, come prima segnalato, il fenomeno in questione risulta oggigiorno vitale solo nelle generazioni più anziane di parlanti del centro storico, ma già risultano assenti nella frazione di Le Ville. A ciò si aggiunge che la popolazione più giovane ha subito un sensibile influsso dall'area aretina, e dunque tende a pronunciare le vocali come nel capoluogo e nei centri più importanti delle vicinanze, come Sansepolcro ed Anghiari, in modo dunque tipicamente "toscano" e pressoché coincidente con la pronuncia italiana standard. Le ragioni sarebbero da ricondurre non solo alla frequentazione notevole di questi luoghi da parte dei monterchiesi, ma anche alla considerazione di maggiore prestigio linguistico delle parlate aretine.

### Evoluzione demografica
Abitanti censiti

### Etnie e minoranze straniere
Secondo i dati ISTAT al 31 dicembre 2010 la popolazione straniera residente era di 139 persone. Le nazionalità maggiormente rappresentate in base alla loro percentuale sul totale della popolazione residente erano:
1. Romania 44 2,38%
2. Cina 29 1,57%
3. Regno Unito 21 1,14%

## Cultura

### Manifestazioni
- Sagra della Polenta: la sagra della polenta è la principale manifestazione organizzata dalla proloco Monterchi. Dal 1973 si ripete puntuale ogni anno in occasione della penultima domenica di settembre; in anni precedenti riguardava solo il sabato e la domenica mentre ultimamente, data l'alta affluenza di visitatori, i festeggiamenti si sono prolungati prima a 3 giorni comprendendo anche il venerdì, poi a 4 comprendendo anche il giovedì. Dal 28 al 30 maggio 2010 si è tenuto a Monterchi il X raduno dei polentari d'Italia.
- Convegno annuale Poesie nel cassetto: A cura dell'Archivio nazionale della Poesia inedita: "Poesie nel cassetto", fondato nel 1990 da Vito Taverna e tenuto a battesimo da Giulio Carlo Argan. Nel 2013 si è svolto il XXIII Convegno dedicato a Libera di don Ciotti. Ogni ultimo sabato di agosto, presso il Teatro di Monterchi.
- Fiera di Sant'Antonio.
- Stagione concertistica: da giugno a settembre.
- Presepe vivente di Le Ville (Monterchi).

### Cinema
- La prima notte di quiete (1972)
- Nostalghia (1983)

## Geografia antropica

### Frazioni
- Padonchia (365 m s.l.m.) è una frazione del comune di Monterchi; l'edificio di maggiore interesse del borgo è la chiesa di San Michele Arcangelo, risalente al VII-VIII secolo.[23][24]
- Pocaia (300 m s.l.m.) è una frazione del comune di Monterchi; vi sono stati fatti ritrovamenti archeologici, di un fundus d'epoca romana.[25] Fino ai primi anni del Novecento era presente il culto della "Madonna del latte".[26]
- Le Ville (Monterchi) (310 m s.l.m.) è una frazione del comune di Monterchi; è situata lungo la via provinciale che da Arezzo porta a Monterchi e Città di Castello. A partire dal 2005 in questa frazione viene allestito ogni anno un presepe vivente in occasione delle celebrazioni natalizie.

## Amministrazione
Con un consiglio comunale aperto, svoltosi il 4 maggio 2013, è stato approvato l'atto di gemellaggio con il comune di Fagnano Alto.
Di seguito è presentata una tabella relativa alle amministrazioni che si sono succedute in questo comune.
| Periodo        | Periodo        | Primo cittadino     | Partito                            | Carica  | Note   |
| -------------- | -------------- | ------------------- | ---------------------------------- | ------- | ------ |
| 18 luglio 1985 | 25 maggio 1990 | Marcello Minozzi    | Partito Socialista Italiano        | Sindaco | [ 27 ] |
| 25 maggio 1990 | 24 aprile 1995 | Franco Landini      | -                                  | Sindaco | [ 27 ] |
| 24 aprile 1995 | 14 giugno 1999 | Franco Landini      | sinistra                           | Sindaco | [ 27 ] |
| 14 giugno 1999 | 14 giugno 2004 | Gabriele Severi     | centro-sinistra                    | Sindaco | [ 27 ] |
| 14 giugno 2004 | 8 giugno 2009  | Massimo Boncompagni | centro-destra                      | Sindaco | [ 27 ] |
| 8 giugno 2009  | 26 maggio 2014 | Massimo Boncompagni | lista civica                       | Sindaco | [ 27 ] |
| 26 maggio 2014 | 27 maggio 2019 | Alfredo Romanelli   | lista civica Insieme per Monterchi | Sindaco | [ 27 ] |
| 27 maggio 2019 | in carica      | Alfredo Romanelli   | lista civica Insieme per Monterchi | Sindaco | [ 27 ] |